# هاري القذر (فيلم)
هاري القذر (بالإنجليزية: Dirty Harry)‏ هو فيلم إثارة وتشويق من أفلام الممثل الأمريكي كلنت ايستود. وكان بطلها شخصية من أحد أشهر الشخصيات السينمائية في سلسلة أفلام «هاري القذر» وكان هذا أول أفلام هذه الشخصية، في سنة 1971.
هو فيلم من أفلام الممثل الشهير كلينت إيستود تدور قصة الفيلم عن ضابط شرطة هاري كالهان (هاري القدر) يلاحق قاتل مهوس بقتل الناس ليتم القبض عليه من طرف هاري كالهان بعد مناورات ومحاولات عدة من شرطة فرانسيسكو

## طاقم التمثيل
| - كلينت إيستوود بدور المفتش كالاهان - أندرو روبنسون بدور Charles "Scorpio" Davis - هاري غواردينو بدور Lieutenant Al Bressler - ريني سانتوني بدور Inspector Chico Gonzalez - John Larch بدور Police Chief - John Mitchum بدور Inspector Frank DiGeorgio - جون فيرنون بدور The Mayor | - Ruth Kobart بدور Bus driver - Woodrow Parfrey بدور Jaffe - Lois Foraker بدور Hot Mary - جوزيف سومر بدور Rothko - William Patterson بدور Bannerman - Craig Kelly بدور Reineke - Albert Popwell بدور Bank robber |

## الإنتاج
تنوعت مواقع التصوير في سان فرانسيسكو، وتشمل:
- 555 California Street
- California Hall, 625 Polk Street (until recently, the California Culinary Academy)
- مركز مدينة سان فرانسيسكو
- Hall of Justice - 850 Bryant Street
- Forest Hill Station  [لغات أخرى]‏
- Hilton San Francisco Financial District, 750 Kearny Street - rooftop swimming pool in opening scenes
- Kezar Stadium - Frederick Street, حديقة جولدن جيت
- Dolores Park، Mission District
- Mount Davidson  [لغات أخرى]‏
- Sts. Peter and Paul Church  [لغات أخرى]‏, Washington Square, 666 Filbert Street
- Washington Square, North Beach  [لغات أخرى]‏
- Big Al's, 556 Broadway St.
- العشرينات الهادرة strip club, 552 Broadway
- North Beach, San Francisco

مواقع أخرى؛
- Larkspur Landing — scene of Callahan and Scorpio's showdown, known بدور the Hutchinson's Rock Quarry when filmed
- Greenbrae, California
- مل فالي
- يونيفرسل ستوديوز هوليوود  [لغات أخرى]‏ — San Francisco Street (Hot dog café / Bank robbery sequence)

## الإصدار
The Dead Pool 1988
Sudden Impact 1983
The Enforcer 1976
Magnum Force 1973
Dirty Harry 1971

## قراءة إضافية
- Eliot، Marc (2009). American Rebel: The Life of Clint Eastwood. Harmony Books. ISBN:978-0-307-33688-0.

## وصلات خارجية
- الموقع الرسمي
- هاري القذر على موقع IMDb (الإنجليزية)
- هاري القذر على موقع ميتاكريتيك (الإنجليزية)
- هاري القذر على موقع الموسوعة البريطانية (الإنجليزية)
- هاري القذر على موقع روتن توميتوز (الإنجليزية)
- هاري القذر على موقع نتفليكس (الإنجليزية)
- هاري القذر على موقع ألو سيني (الفرنسية)
- هاري القذر على موقع Turner Classic Movies (الإنجليزية)
- هاري القذر على موقع أول موفي (الإنجليزية)
- هاري القذر على موقع بوكس أوفيس موجو (الإنجليزية)
- هاري القذر على موقع فيلمافينيتي (الإسبانية)